# Cecidomyia fortunactus
Cecidomyia fortunactus är en tvåvingeart som beskrevs av Gagne 1978. Cecidomyia fortunactus ingår i släktet Cecidomyia och familjen gallmyggor. Inga underarter finns listade i Catalogue of Life.